# Jan Stanisław Rybiński
Jan Stanisław Rybiński herbu Radwan – stolnik żytomierski w latach 1715-1718, podczaszy żytomierski w latach 1710-1714, miecznik żytomierski w latach 1707-1710.
Jako poseł województwa kijowskiego był uczestnikiem Walnej Rady Warszawskiej 1710 roku.